# Lipogram
Lipográm (grško leipein - manjkajoč, odsoten + gramma - črka; lipagrammatos) je vrsta prisiljenega pisanja ali besedne igre, kjer v odstavkih ali daljših delih manjka določena črka ali skupina črk. Velikokrat je to znan samoglasnik. Pisci lipogramov potem sestavljajo besedilo s preostalimi štiriindvajsetimi črkami abecede.
Primer lipograma je prvi odstavek, ki ne uporablja črke e:
Lipográmi so način pisanja, ki mu manjka kakšna črka ali skupina črk. Pogosto bi to bil znan samoglasnik. Pisci lipogramov zložijo stvar skupaj z ostankom črk (24).
V nekem smislu je lipogram nasprotek pangrama, kjer so v besedilu uporabljene vse črke.
Seveda je precej trivialno spisati besedilo, v katerem ne nastopajo f, ž ali tudi u, gotovo pa je najtežje opraviti delo brez e. Ne le da je e najpogostejša črka slovenske abecede, nahaja se v besedah, ki se jim  je težko izogniti!
Kljub temu so v angleščini in francoščini napisana dolga besedila, ki ne uporabljajo e, npr.: Ernest Vincent Wright, Gadsby, (1939).